# Monica Bleibtreu
Monica (o Monika) Bleibtreu (Vienna, 4 maggio 1944 – Amburgo, 13 maggio 2009) è stata un'attrice austriaca residente in Germania.

## Biografia

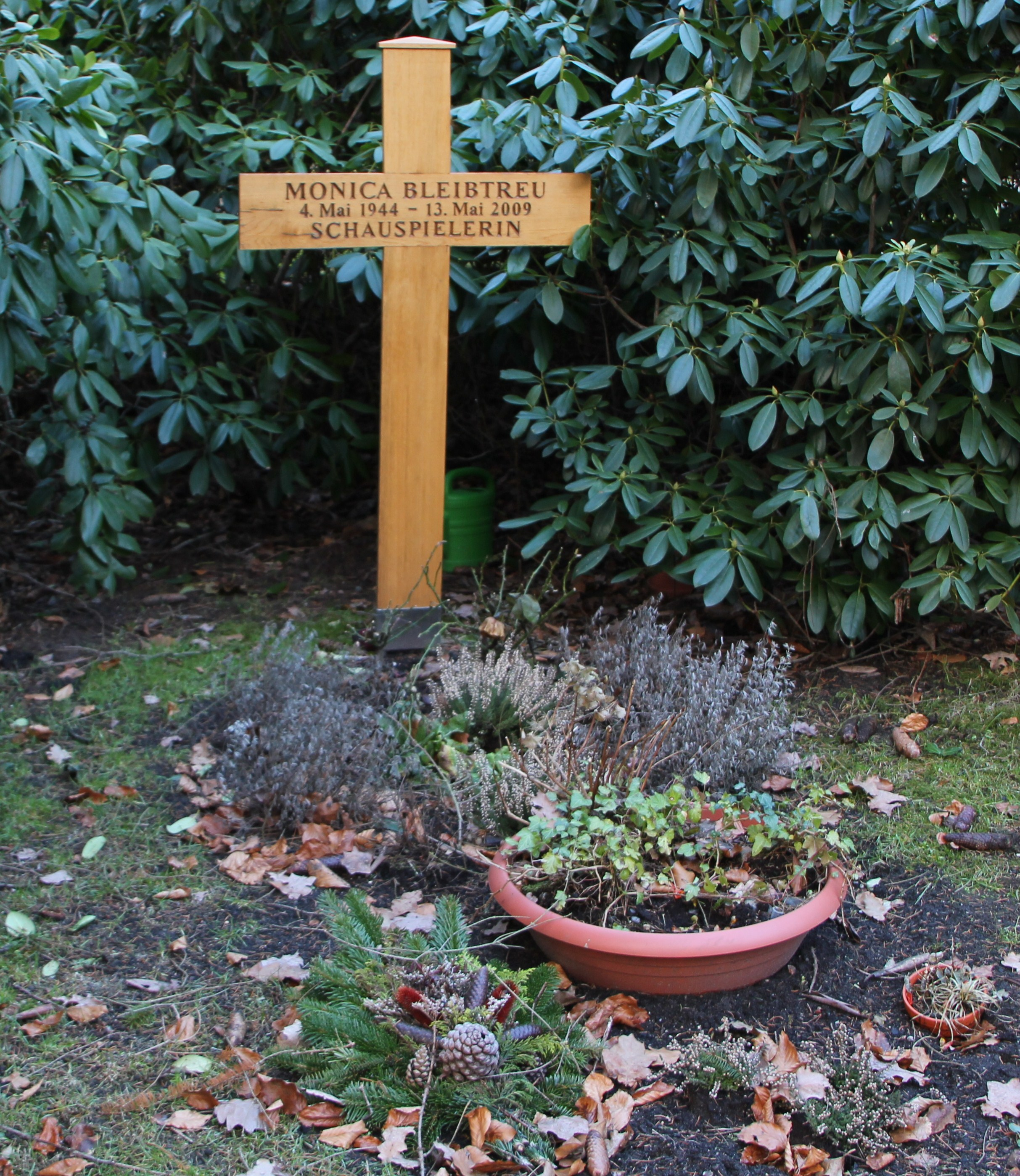
La tomba di Monica Bleibtreu nel cimitero di Ohlsdorf, ad Amburgo

Monica Bleibtreu nasce a Vienna il 4 maggio 1944 e cresce in una famiglia dedita al teatro. Nel 1972 fa il proprio debutto sul grande schermo nel film, diretto da Hans-Jürgen Syberberg Ludwig - Requiem per un re vergine. Attrice attiva principalmente in campo televisivo e teatrale, tra grande e - soprattutto - piccolo schermo, apparve in circa 130 differenti produzioni, a partire dalla metà degli anni sessanta, lavorando in vari film TV.
Fu la compagna dell'attore Hans Brenner ed era la madre dell'attore Moritz Bleibtreu. Nel 2005, è protagonista, nel ruolo di Maria del film per la televisione Marias letzte Reise, ruolo che le vale il Deutscher Filmpreis. Malata di cancro da molti anni, muore ad Amburgo, sua città di residenza, il 13 maggio 2009, a 65 anni. È sepolta sempre ad Amburgo, nel cimitero monumentale del quartiere di Ohlsdorf.

## Filmografia parziale

### Cinema
- Ludwig - Requiem per un re vergine (Ludwig - Requiem für einen jungfräulichen König), regia di Hans-Jürgen Syberberg (1972)

- Alzire oder der neue Kontinent, regia di Thomas Koerfer (1978)
- Obszön - Der Fall Peter Herzl, regia di Hans-Christof Stenzel (1981)
- Der Zappler, regia di Wolfram Deutschmann (1983)
- Der Beginn aller Schrecken ist Liebe, regia di Helke Sander (1984)
- Ossessione mortale (Der Joker), regia di Peter Patzak (1987)
- Uno sbirro nella notte (Killing Blue), regia di Peter Patzak (1988)
- Mau Mau, regia di Uwe Schrader (1992)
- Maria, regia di Einar Heimisson (1997)
- Frauen lügen nicht, regia di Michael Juncker (1998)
- Lola corre (Lola rennt), regia di Tom Tykwer (1998)
- Liebe deine Nächste!, regia di Detlev Buck (1998)
- Rosenzweigs Freiheit, regia di Liliane Targownik (1998)
- Ein einzelner Mord, regia di Karl Fruchtmann (1999)
- Marlene, regia di Joseph Vilsmaier (2000)
- Abschied - Brechts letzter Sommer, regia di Jan Schütte (2000)
- Amen., regia di Costa-Gavras (2002)
- Tattoo, regia di Robert Schwentke (2002)
- Ikarus, regia di Bernhard Weirather (2002)
- Bibi la piccola strega (Bibi Blocksberg), regia di Hermine Huntgeburth (2002)
- Germanija, regia di Mirjam Kubescha (2002)
- Tango del aire, regia di Chris Roth – cortometraggio (2003)
- Bibi, piccola strega 2 (Bibi Blocksberg und das Geheimnis der blauen Eulen), regia di Franziska Buch (2004)
- Wie Schnee hinter Glas, regia di Jakob M. Erwa – cortometraggio (2004)
- Ausreisser, regia di Ulrike Grote – cortometraggio (2004)
- Maria an Callas, regia di Petra Katharina Wagner (2006)
- Quattro minuti (Vier Minuten), regia di Chris Kraus (2006)
- Io e Max Minsky (Max Minsky und ich), regia di Anna Justice (2007)
- Das Herz ist ein dunkler Wald, regia di Nicolette Krebitz (2007)
- Was wenn der Tod uns scheidet?, regia di Ulrike Grote (2008)
- Die zweite Frau, regia di Hans Steinbichler (2008)
- Hilde, regia di Kai Wessel (2009)
- Soul Kitchen, regia di Fatih Akın (2009)
- Tannöd, regia di Bettina Oberli (2009)

### Televisione
- Die Ballade von Peckham Rye, regia di Ewa Starowieyska e Franciszek Starowieyski – film TV (1966)
- Die Dame vom Maxim – film TV (1969)
- Epitaph für einen König – film TV (1969)
- Merkwürdige Geschichten – serie TV, episodio 01x08 (1971)
- Der Kommissar – serie TV, episodio 4x09 (1972)
- Tatort – serie TV, 10 episodi (1974-2004)
- Pariser Geschichten – serie TV (1976)
- Mittags auf dem Roten Platz – miniserie TV (1978)
- Alpensaga – serie TV, episodio 01x05 (1979)
- Lemminge – miniserie TV (1979)
- Ein Mord, den jeder begeht – film TV (1979)
- Auf Achse – serie TV, 4 episodi (1980)
- Lebenslinien – serie TV, episodio 01x01 (1984)
- Lenin in Zürich – film TV (1984)
- Die schwarzen Brüder – miniserie TV (1984)
- Faber l'investigatore – serie TV, episodio 01x07 (1985)
- Notturno – miniserie TV (1986)
- Lauter Glückspilze – serie TV (1986)
- Wohin und zurück - Teil 2: Santa Fé – film TV (1986)
- Jokehnen oder Wie lange fährt man von Ostpreußen nach Deutschland? – miniserie TV (1987)
- Die Wilsheimer – serie TV, episodio 01x03 (1987)
- L'ispettore Derrick (Derrick)– serie TV, episodio 19x02 (1992)
- Die Männer vom K3 – serie TV, episodio 03x04 (1993)
- Doppelter Einsatz – serie TV, episodio 01x13 (1994)
- Angst hat eine kalte Hand – film TV (1996)
- Die Gang – serie TV, episodio 01x11 (1997)
- Ärzte – serie TV, episodio 05x02 (1997)
- Single sucht Nachwuchs – film TV (1998)
- Il commissario Kress (Der Alte) – serie TV, episodi 12x01-17x03 (1998-2003)
- Der Hurenstreik - Eine Liebe auf St. Pauli – film TV (1999)
- Sperling – serie TV, episodio 01x07 (1999)
- Delta Team - Auftrag geheim! – film TV (1999)
- Musica - Dr. Robert Schumann, Teufelsromantiker – film TV (1999)
- Die Nichte und der Tod – film TV (1999)
- Der Nebelmörder - Schatten über der Stadt – film TV (2000)
- Happy Hour oder Glück und Glas – film TV (2000)
- Der Pfundskerl – serie TV, 7 episodi (2000-2005)
- Babykram ist Männersache – film TV (2001)
- Siska – serie TV, episodio 04x05 (2001)
- Die Manns - Ein Jahrhundertroman – miniserie TV (2001)
- Verlorenes Land – film TV (2002)
- Eine Liebe in Afrika – film TV (2003)
- Polterabend – film TV (2003)
- Donna Leon – serie TV, episodi 03x02-06x01 (2003-2006)
- Der Wunschbaum – miniserie TV (2004)
- Bibi Blocksberg und das Geheimnis der blauen Eulen – film TV (2004)
- Wilsberg – serie TV, episodio 01x12 (2004)
- Marias letzte Reise – film TV (2005)
- Der Tote am Strand – film TV (2006)
- Ein starkes Team – serie TV, episodio 01x34 (2006)
- Bella Block – serie TV, episodio 01x21 (2006)
- Kommissarin Lucas – serie TV, episodio 01x06 (2007)
- 4 gegen Z – serie TV, 14 episodi (2007)
- Ladylike - Jetzt erst recht! – film TV (2009)

## Premi e nomination (lista parziale)
- 1972: Goldene Kamera come miglior attrice di lingua tedesca per l'episodio della serie Der Kommissar intitolato "Fluchtwege"
- 2003: Nomination alla Goldene Kamera come miglior attrice di lingua tedesca per Verlorenes Land
- 2004: Nomination al Premio Romy come attrice preferita per Polterabend
- 2005: Deutscher Filmpreis per Marias letzte Reise[1]
- 2007: Deutscher Filmpreis come miglior attrice protagonista per Vier Minuten
- 2007: Bayerischer Filmpreis come miglior attrice per Vier Minuten
- 2007: Premio letterario Corine
- 2009: Premio Romy come attrice preferita per Tannöd